# كسينيا سيميونوفا
كسينيا أندرييفنا سيميونوفا (بالروسية: Ксения Андреевна Семёнова) هي لاعبة جمباز فني روسية ولدت في يوم 20 أكتوبر 1992 في مدينة نوفوموسكوفسك في روسيا. أبرز إنجازاتها هو فوزها بميداليتين ذهبيتين في بطولة العالم للجمباز. اعتزلت في سنة 2016 بعد زواجها من مواطنها لاعب الجمباز دينيس أبيليازين.